# Concórdia do Pará
Concórdia do Pará – miasto i gmina w Brazylii, w stanie Pará. Znajduje się w mezoregionie Nordeste Paraense i mikroregionie Tomé-Açu.